# السرفي (الرضمة)

تعديل مصدري - تعديل

السرفي هي إحدى قرى عزلة عجيب بمديرية الرضمة التابعة لمحافظة إب، بلغ تعداد سكانها 911 نسمة حسب تعداد اليمن لعام 2004.